# Toyota Cresta
Toyota Cresta (укр. Тойота Креста) — середньорозмірний автомобіль, що випускається фірмою Toyota з 1980 року.
Має спільну платформу з Toyota Mark II і Toyota Chaser — відмінності лише в варіантах виконання салону і елементах екстер'єру

## Кузов X50/X60

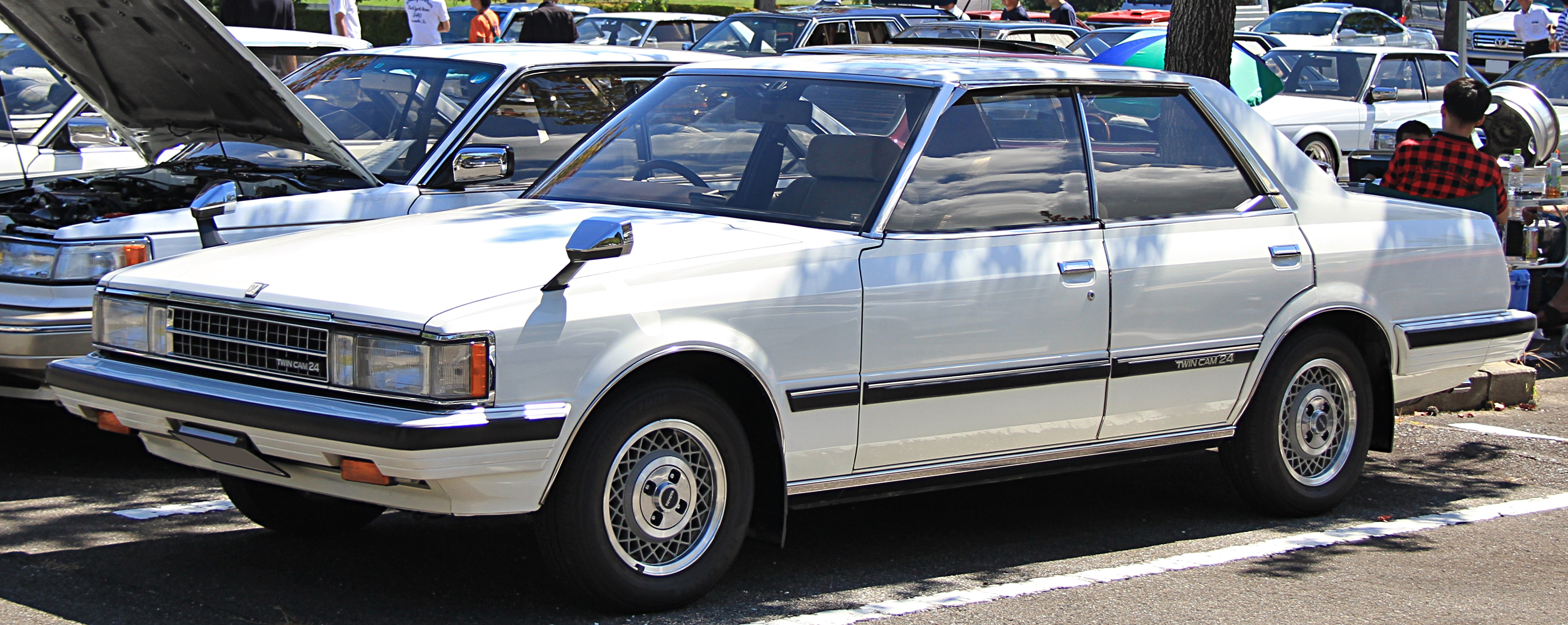
Toyota Cresta (X50 X60)

Перша Cresta була випущена в квітні 1980 року і була доступна виключно в магазині  'Toyota Vista'  (раніше Toyota Auto Store). Cresta позиціонувалася як розкішний седан високого рівня. Об'єм двигуна був обмежений до 2.0 літрів, так само були версії з двигуном 1.8л.
SOHC двигун 2,0 л М-ЄС був використаний тільки з автоматичною коробкою передач, яка була спільно з Короною, а також 2.0L 1G-EU рядний шестициліндровий двигун.
- Super Lucent
- Super Touring
- Super Deluxe
- Super Custom
- Custom

### Двигуни
- 2.0 L M-EU
- 2.0 L 1G-EU
- 2.0 L 1G-GEU

## Кузов X70

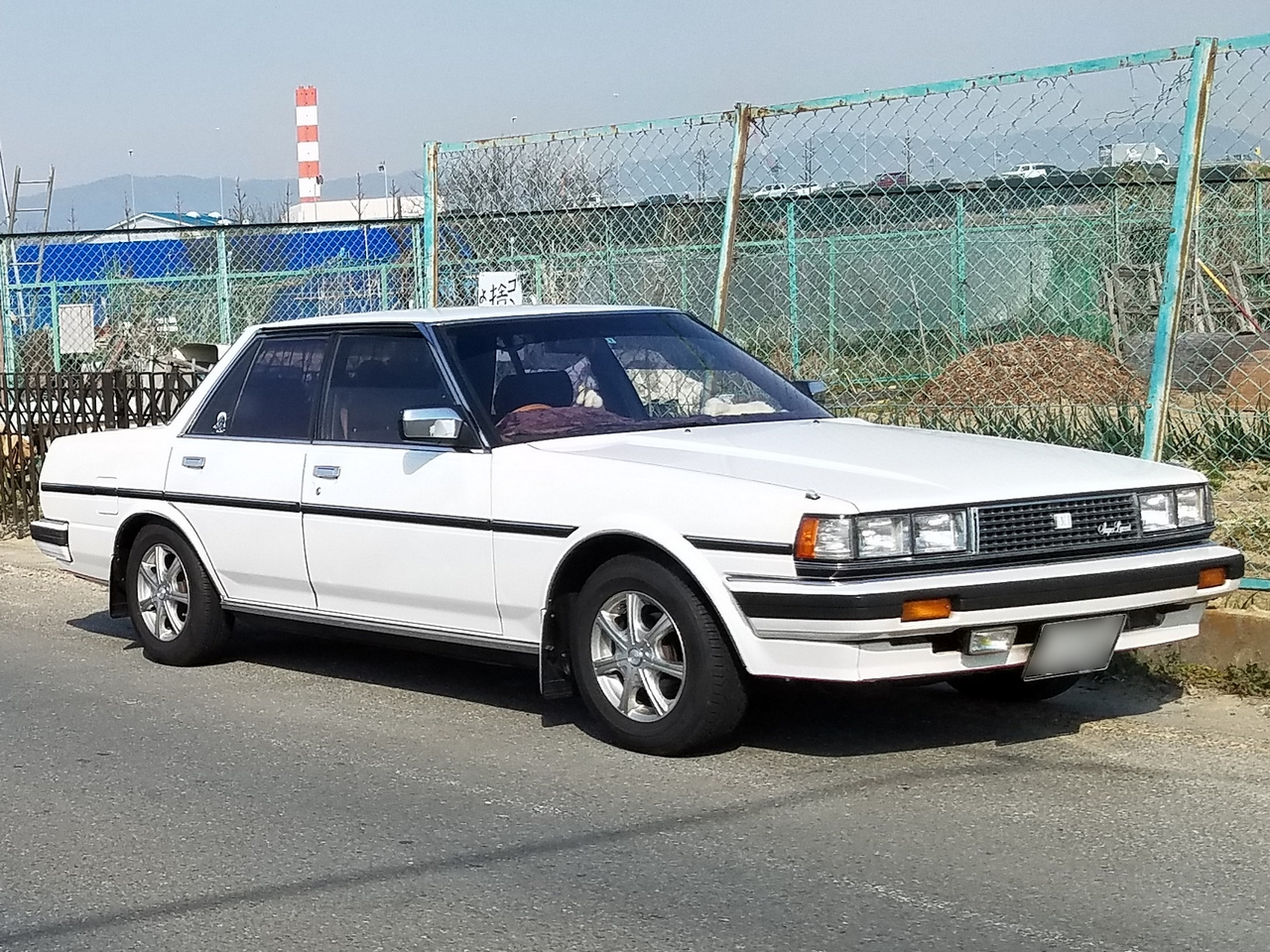
Toyota Cresta X70

Серія X70 була введена 8 березня 1984 року, використовуючи стилістичні рішення, що перейшли до неї з платформою Mark II, при цьому Креста продовжувала пропонувати з кузовом хардтоп, а Марк II залишився седаном. Серія X70 продовжувала користуватись популярністю, яку здобула перша генерація Креста. Дзеркала заднього огляду тепер були встановлені в західному стилі на передньому краї передніх дверей, а не на передні крила над передніми колесами, щоб забезпечити більш сучасний вигляд. 2.2-літровий дизельний двигун, що використовувався в першому поколінні, був збільшений в об'ємі до 2,4 літра. Модернізована версія була введена в 1985 році, з'явився двигун 1G-GTEU з подвійним турбонадувом, що пропонувався в модифікації GT Twin Turbo. В результаті впровадження турбонаддуву, двигун M-TEU більше не пропонувався.

### Двигуни
- 2.0L 1G-EU I6
- 2.0L M-TEU turbo I6
- 2.0L 1G-GEU DOHC 24V I6
- 2.0L 1G-GTEU
- 2.4L 2L I4 diesel
- 2.4L 2L-T I4 Turbo diesel

## Кузов X80

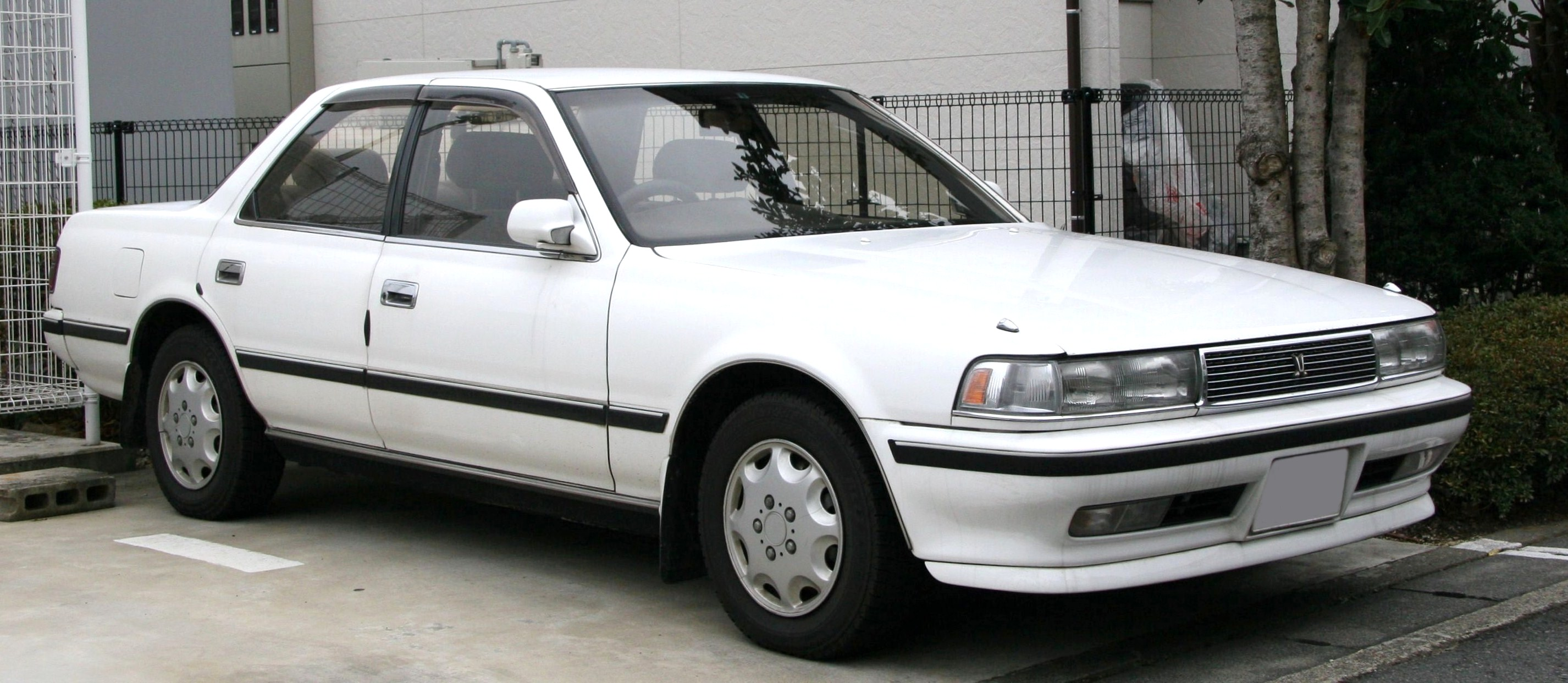
Toyota Cresta X80

Третя генерація була введена 8 березня 1988 року. Автомобіль позбувся прямих ребер кузова, що раніше використовуваних Toyota для своєї продукції. Автомобіль позбувся кузова хардтоп і став звичайним седаном. Верхня лінія моделі, названа Super Lucent G, включала компресорний двигун з 1G-GZE. 1JZ-GE і 1JZ-GTE від Chaser. Спеціальні версії були представлені на честь ювілею в травні 1990 року. Пізніше модель отримала модернізований кузов.

### Двигуни
- 2.0L 1G-FE I6
- 2.0L 1G-GZE I6 Supercharger
- 2.0L 1G-GTE I6 Twin turbo
- 2.5L 1JZ-GE I6
- 2.5L 1JZ-GTE I6 Twin turbo
- 3.0L 7M-GE I6
- 2.4L 2L-T I4 Turbo diesel

## Кузов X90

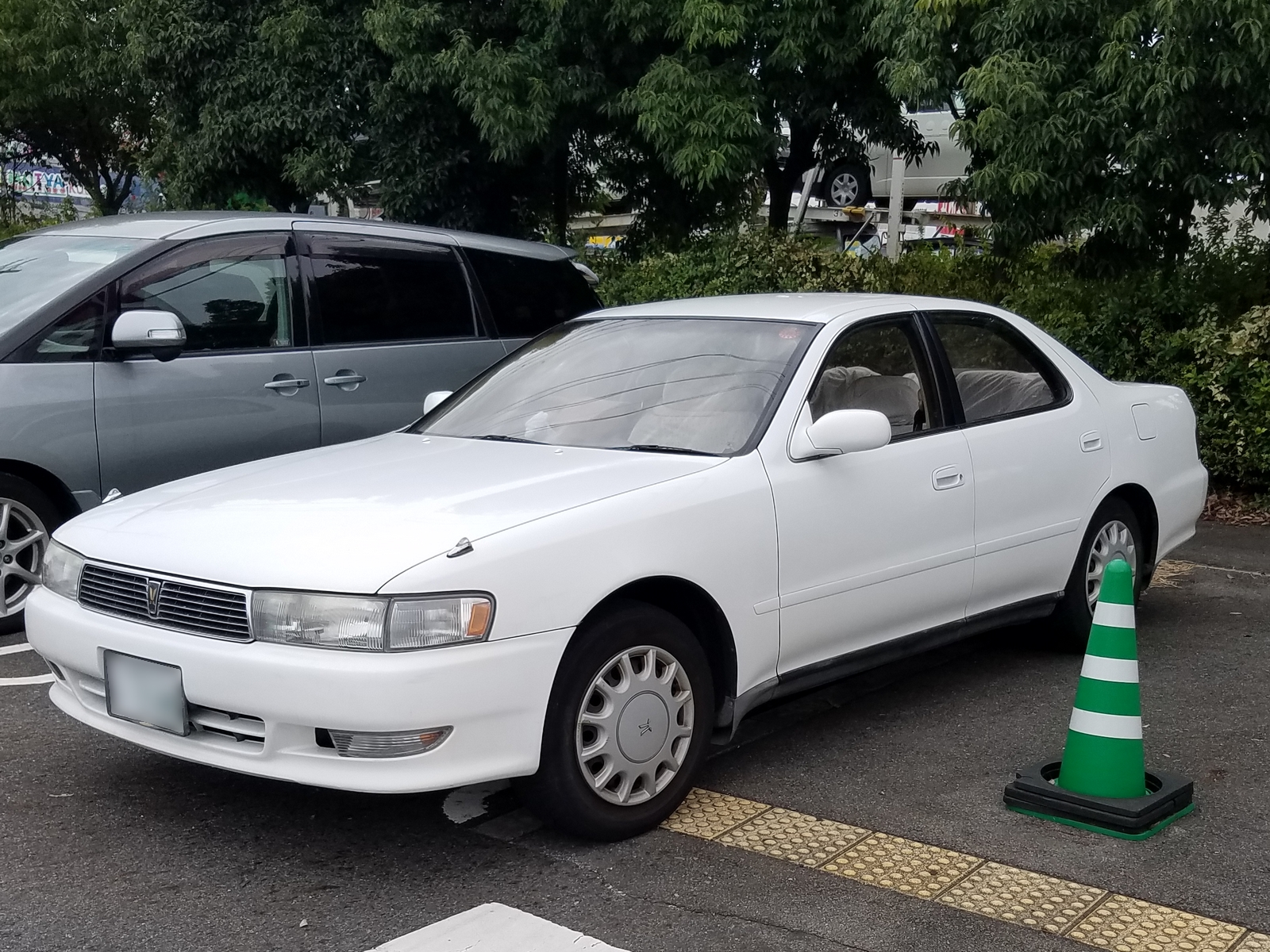
Toyota Cresta X90

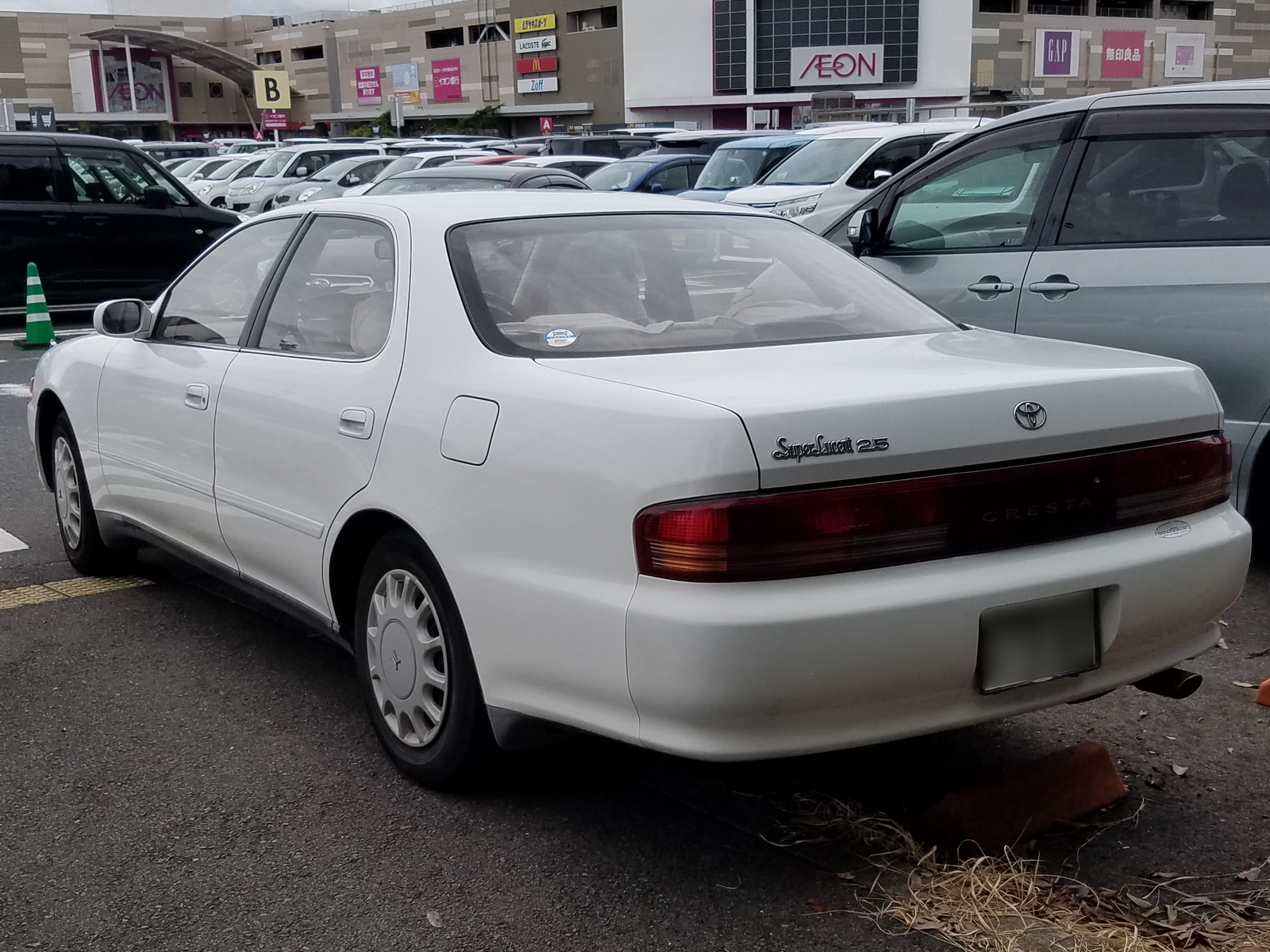
Toyota Cresta X90

Машини модельного ряду Mark II/Chaser/Cresta так званої 90-ї серії з'явилися в продажу в 1992 році. Якщо брати хронологію розвитку автомобіля Cresta, то це було вже його 4-е покоління. В епоху короткочасного економічного підйому на рубежі 90-х років минулого століття спостерігалася тенденція до збільшення розмірів автомобілів, що мало місце і у випадку з автомобілями 90-й серії.
Якщо спробувати порівняти це покоління сімейства Cresta з його колишньою моделлю, можна легко помітити прогрес як в плані ходових характеристик, так і в плані якості сприйняття машини в цілому. Відмінності носили принциповий, можна навіть сказати, епохальний характер. Все, що з'являлося після аж до сьогоднішнього дня, — це, за великим рахунком, лише розвиток базису, закладеного тоді, на початку 90-х років минулого століття.

### Cresta Tourer V
У цьому плані показовою є серія машин категорії Tourer Series. Зовні їх легко можна було розпізнати по алюмінієвих дисках спеціального дизайну, який ніде більше не використовувався. На тих машинах даної серії, які випускалися з ручною коробкою передач, був передбачений диференціал підвищеного тертя з датчиком — регулятором крутного моменту.
На автомобілі Tourer V стояв 6-циліндровий 2,5-літровий двигун «twin turbo» потужністю в 280 кінських сил. Машина Tourer S оснащувалася таким же мотором, але тільки без турбін. Тому його потужність була дещо меншою — 180 к.с. Модель Tourer V могла йти з 5-ступінчастою механічною коробкою передач. Кажуть, що автори проекту намагалися в своїй розробці вийти на рівень моделі M5 марки BMW.

### Двигуни
- 1.8L 4S-FE I4
- 2.4L 2L-TE turbo-diesel I4
- 2.0L 1G-FE I6
- 2.5L 1JZ-GE I6 180 к.с.
- 3.0L 2JZ-GE I6
- 2.5L 1JZ-GTE twin-turbo I6 280 к.с.

## Кузов X100

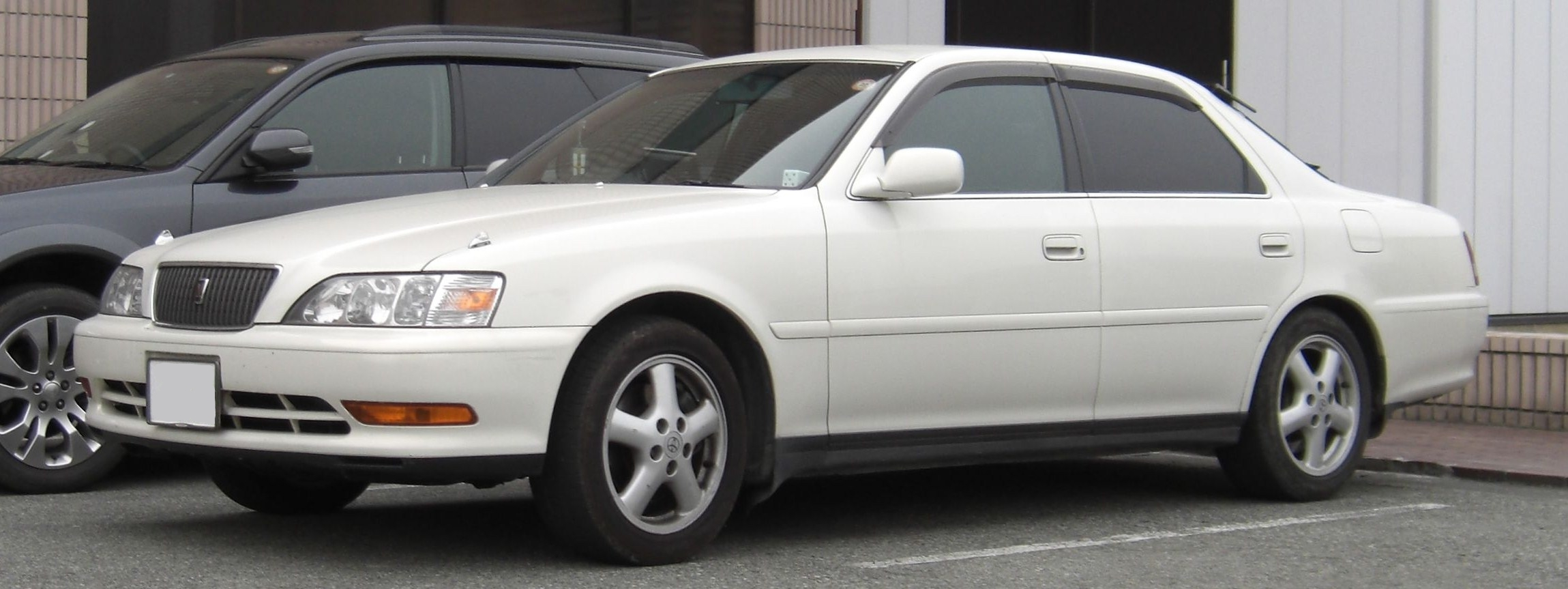
Toyota Cresta X100 (1996—1998)

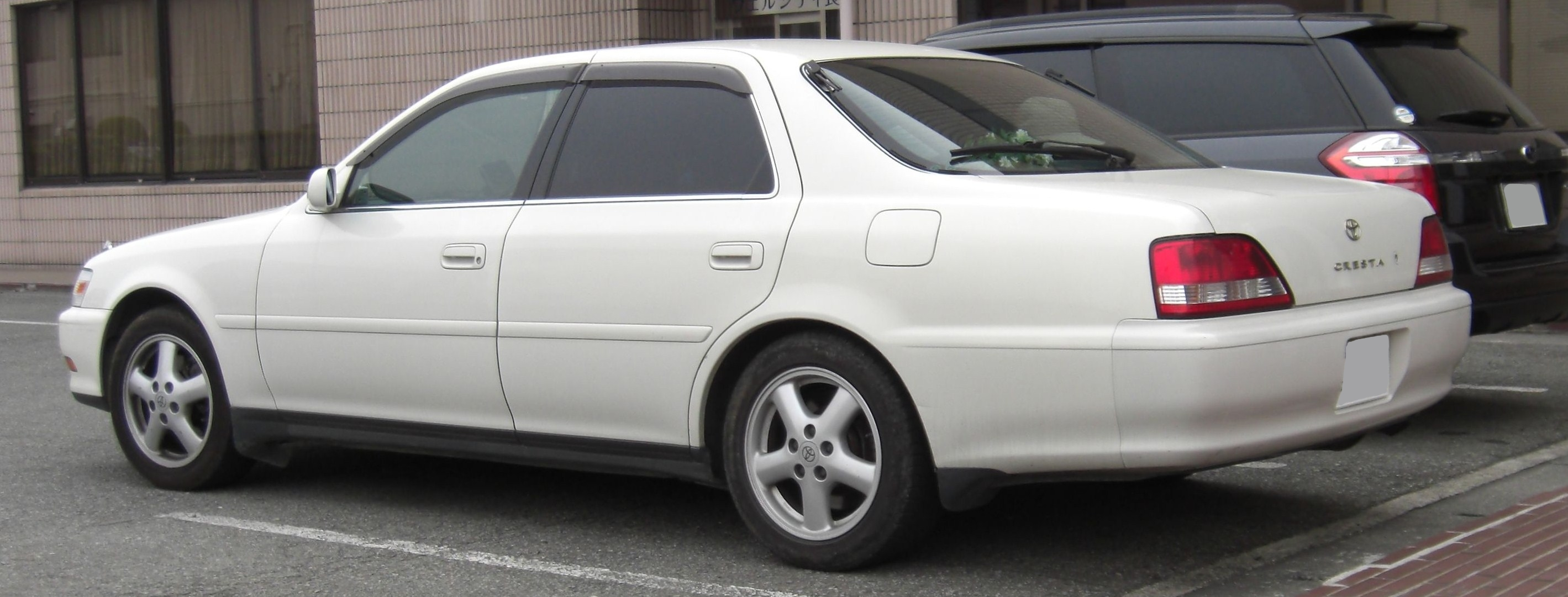
Toyota Cresta X100 (1996—1998)

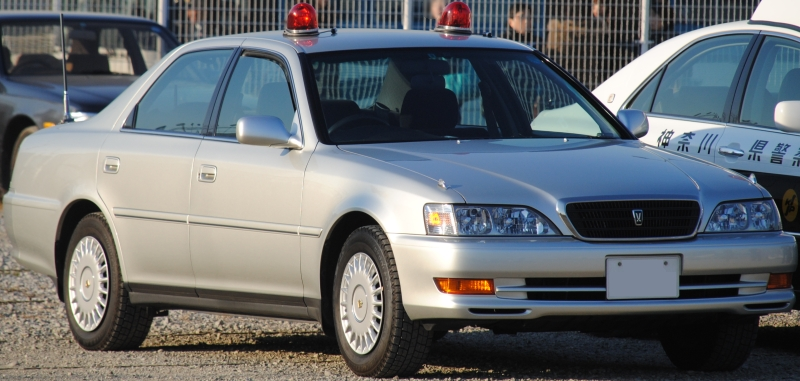
Toyota Cresta X100 (1998—2001)

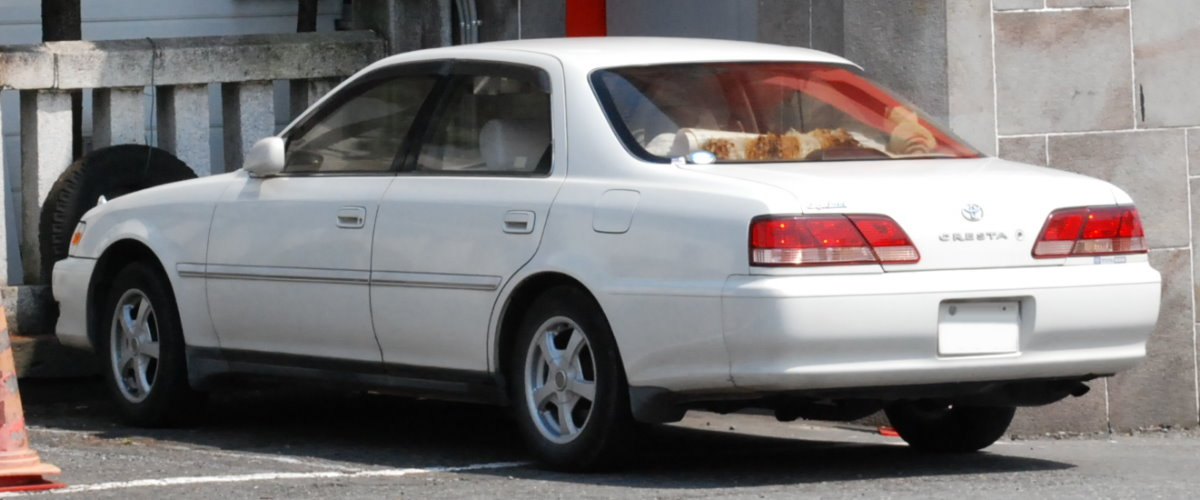
Toyota Cresta X100 (1998—2001)

Останнє покоління Toyota Cresta в кузовах 100-ї серії (100, 101, 105) випускалося з вересня 1996 до вересень 2001 року. При зміні покоління радикально був перероблений дизайн автомобіля. Габарити кузова і салону практично не змінилися, конструкція ходової частини і трансмісії також не зазнали істотних змін. Суттєвих змін зазнала пасивна безпека, автомобіль отримав 4 подушки безпеки (2 фронтальні і 2 бокові). Як і у попереднього покоління зберегти задньо- і повноприводні модифікації.
Відтепер на бензинових двигунах була застосована технологія зміни фаз газорозподілу VVT-i, а з 1998 року на 2,0 літровому 1G-FE була застосована модернізована фахівцями Yamaha ГБЦ. Ця технологія отримала назву Dual BEAMS. Як і в попередньому поколінні, збереглася модифікація
У 1998 році був проведений рестайлінг, що торкнувся, переважно, решітки радіатора, фар і задніх ліхтарів.

### Cresta Tourer V
Cresta зберегла спортивну модифікацію Tourer. Найпотужніша модифікація Tourer V (з турбонаддувом) отримала позначення Roulant G, на автомобілі встановлена спортивна підвіска з плаваючими сайлентблоками верхнього важеля, нижня розпірка жорсткості, збільшені супорти, і екран, який захищає гальмівний диск. Диференціал підвищеного тертя є опцією для машин з автоматичною трансмісією і базової для версій з МКПП. Всі машини в комплектації Roulant G пропонувалися споживачам з 280-сильним двигуном з системою VVT-i, диференціалом підвищеного тертя, колесами різного розміру для передньої і задньої осі і 5-ступінчастою механічною коробкою передач, ксеноном на ближнє світло фар і 16-ти дюймовими литими колісними дисками. Також в базову комплектацію входить антипробуксовочна система TRC і система стабілізації VSC.

### Двигуни
- 2.0 л 1G-FE І6, до вересня 1998 (без VVT-i) 140 к.с.
- 2.0 л 1G-FE (BEAMS) І6 160 к.с.
- 2.5 л 1JZ-GE (VVT-I) І6 200 к.с.
- 3.0 л 2JZ-GE І6 220 к.с.
- 2.5 л 1JZ-GTE (VVT-I) І6 турбонаддув 280 к.с.
- 2.4 л 2L-TE турбодизель І4 97 к.с.